# Горяновский сельсовет
Горяновский сельсовет — упразднённая административно-территориальная единица, существовавшая на территории Кривандинского района Московской области до 1954 года. Административным центром была деревня Курьяниха.

## История
В 1923 году Горяновский сельсовет входил в состав Лузгаринской волости Егорьевского уезда Московской губернии. В сельсовет входила только одна деревня Горяновская.
В 1925 году Горяновский сельсовет был ликвидирован, но уже в 1926 году вновь образован. Также, в 1926 году в сельсовет включена территория упразднённого Мелиховского сельсовета. Таким образом, к началу 1927 года в составе сельсовета находились деревни Горяновская, Мелиховская и Курьяниха.
В 1927 году из Горяновского сельсовета выделен Мелиховский сельсовет, однако в ходе реформы административно-территориального деления СССР в 1929 году Мелиховский сельсовет вновь присоединён к Горяновскому, который вошёл в состав Шатурского района Орехово-Зуевского округа Московской области. В 1930 году округа были упразднены.
В июле 1933 года Горяновский сельсовет был передан из упразднённого Шатурского района в Коробовский.
20 августа 1939 года сельсовет был передан во вновь образованный Кривандинский район.
14 июня 1954 года Горяновский сельсовет был упразднён, а его территория передана в Лузгаринский сельсовет.